# Woodville (Maine)
Woodville ist eine Town im Penobscot County des Bundesstaates Maine in den Vereinigten Staaten. Im Jahr 2020 lebten dort 201 Einwohner in 127 Haushalten auf einer Fläche von 110,67 km².

## Geografie
Nach dem United States Census Bureau hat Woodville eine Gesamtfläche von 110,67 km², die nur aus Landfläche ohne weitere Gewässer besteht.

### Geografische Lage
Woodville liegt zentral im Penobscot County. Der Penobscot River fließt aus Nordwesten kommend in südöstliche Richtung entlang der östlichen Grenze der Town. Einige weitere kleinere Flüsse durchfließen das Gebiet. Die Oberfläche ist eben, ohne nennenswerte Erhebungen.

### Nachbargemeinden
Alle Entfernungen sind als Luftlinien zwischen den offiziellen Koordinaten der Orte aus der Volkszählung 2010 angegeben.
- Norden: Medway, 11,6 km
- Osten: Mattawamkeag, 10,8 km
- Südosten: Winn, 12,0 km
- Süden: Chester, 11,2 km
- Westen: North Penobscot, Unorganized Territory, 43,5 km

### Stadtgliederung
In Woodville gibt es zwei Siedlungsgebiete: Kirby und South Woodville.

### Klima
Die mittlere Durchschnittstemperatur in Woodville liegt zwischen −11,1 °C (12 °F) im Januar und 20,6 °C (69 °F) im Juli. Damit ist der Ort gegenüber dem langjährigen Mittel der USA um etwa 9 Grad kühler. Die Schneefälle zwischen Oktober und Mai liegen mit bis zu zweieinhalb Metern mehr als doppelt so hoch wie die mittlere Schneehöhe in den USA; die tägliche Sonnenscheindauer liegt am unteren Rand des Wertespektrums der USA.

## Geschichte
Als Town wurde Woodville am 28. Februar 1895 organisiert. Zuvor war das Gebiet als Woodville Plantation bekannt. Diese wurde im Jahr 1854 organisiert, um das Wahlrecht für die Bewohner zu sichern. Zuvor war das Gebiet als Indian Township Number 2 bekannt. Den Namen bekam die Town aufgrund ihrer Lage in den Wäldern von Maine.

### Einwohnerentwicklung
| Volkszählungsergebnisse – Town of Woodville, Maine | Volkszählungsergebnisse – Town of Woodville, Maine | Volkszählungsergebnisse – Town of Woodville, Maine | Volkszählungsergebnisse – Town of Woodville, Maine | Volkszählungsergebnisse – Town of Woodville, Maine | Volkszählungsergebnisse – Town of Woodville, Maine | Volkszählungsergebnisse – Town of Woodville, Maine | Volkszählungsergebnisse – Town of Woodville, Maine | Volkszählungsergebnisse – Town of Woodville, Maine | Volkszählungsergebnisse – Town of Woodville, Maine | Volkszählungsergebnisse – Town of Woodville, Maine |
| Jahr                                               | 1800                                               | 1810                                               | 1820                                               | 1830                                               | 1840                                               | 1850                                               | 1860                                               | 1870                                               | 1880                                               | 1890                                               |
| -------------------------------------------------- | -------------------------------------------------- | -------------------------------------------------- | -------------------------------------------------- | -------------------------------------------------- | -------------------------------------------------- | -------------------------------------------------- | -------------------------------------------------- | -------------------------------------------------- | -------------------------------------------------- | -------------------------------------------------- |
| Einwohner                                          |                                                    |                                                    |                                                    |                                                    |                                                    |                                                    | 230                                                | 170                                                | 223                                                | 242                                                |
| Jahr                                               | 1900                                               | 1910                                               | 1920                                               | 1930                                               | 1940                                               | 1950                                               | 1960                                               | 1970                                               | 1980                                               | 1990                                               |
| Einwohner                                          | 160                                                | 125                                                | 100                                                | 115                                                | 133                                                | 91                                                 | 49                                                 | 62                                                 | 226                                                | 215                                                |
| Jahr                                               | 2000                                               | 2010                                               | 2020                                               | 2030                                               | 2040                                               | 2050                                               | 2060                                               | 2070                                               | 2080                                               | 2090                                               |
| Einwohner                                          | 286                                                | 248                                                | 201                                                |                                                    |                                                    |                                                    |                                                    |                                                    |                                                    |                                                    |

## Wirtschaft und Infrastruktur

### Verkehr
Die Maine State Route 116 verläuft in nordsüdlicher Richtung durch Woodville.

### Öffentliche Einrichtungen
In Woodville gibt es keine medizinischen Einrichtungen oder Krankenhäuser. Nächstgelegene Einrichtungen für die Bewohner von Woodville befinden sich in Millinocket.
Woodville besitzt keine eigene Bücherei, die nächstgelegene ist die East Millinocket Public Library in East Millinocket.

### Bildung
Woodville bildet mit East Millinocket und Medway einen Schulbezirk. Im Schulbezirk stehen folgende Schulen zur Verfügung:
- Opal Myrick Elementary School  in East Millinocket, mit Schulklassen von Pre-Kindergarten bis zum 4. Schuljahr
- Medway Middle School in Medway, mit Schulklassen vom 5. bis zum 8. Schuljahr
- Schneck High School in East Millinocket, mit Schulklassen vom 9. bis zum 12. Schuljahr